# João Derly
João Derly de Oliveira Nunes Júnior (Porto Alegre, 2 de junio de 1981) es un deportista brasileño que compitió en judo.
Ganó dos medallas en el Campeonato Mundial de Judo, en los años 2005 y 2007, y cinco medallas en el Campeonato Panamericano de Judo entre los años 1997 y 2009. En los Juegos Panamericanos de 2007 consiguió una medalla de oro.

## Palmarés internacional
| Campeonato Mundial      | Campeonato Mundial       | Campeonato Mundial | Campeonato Mundial |
| Año                     | Lugar                    | Medalla            | Categoría          |
| ----------------------- | ------------------------ | ------------------ | ------------------ |
| 2005                    | El Cairo (Egipto)        | Medalla de oro     | –66 kg             |
| 2007                    | Río de Janeiro (Brasil)  | Medalla de oro     | –66 kg             |
| Juegos Panamericanos    |                          |                    |                    |
| Año                     | Lugar                    | Medalla            | Categoría          |
| 2007                    | Río de Janeiro (Brasil)  | Medalla de oro     | –66 kg             |
| Campeonato Panamericano |                          |                    |                    |
| Año                     | Lugar                    | Medalla            | Categoría          |
| 1997                    | Guadalajara (México)     | Medalla de bronce  | –56 kg             |
| 2001                    | Córdoba (Argentina)      | Medalla de bronce  | –60 kg             |
| 2003                    | Salvador (Brasil)        | Medalla de plata   | –60 kg             |
| 2005                    | Caguas (Puerto Rico)     | Medalla de oro     | –66 kg             |
| 2009                    | Buenos Aires (Argentina) | Medalla de oro     | –66 kg             |